# La Concha (Villaescusa)
La Concha es una localidad española, capital del municipio de Villaescusa, en la comunidad autónoma de Cantabria. En 2018 tenía una población de 784 habitantes.

## Geografía
La localidad está a una distancia de 16,5 km de Santander y se asienta a unos 20 m sobre el nivel del mar.

## Historia
A mediados del siglo XIX, el lugar tenía contabilizada una población de 200 habitantes. Aparece descrito en el sexto volumen del Diccionario geográfico-estadístico-histórico de España y sus posesiones de Ultramar de Pascual Madoz de la siguiente manera:

CONCHA (la): l. en la prov., part. jud. y dióc. de Santander (2 1/2 leg.), aud. terr. y c. g. de Burgos (28), ayunt. de Villaescusa: sit. en el centro del valle de este nombre á la falda del monte de Cabarga; está resguardado de todos los vientos, y su clima es sano. Tiene 36 casas; la del concejo, escuela de primeras letras dotada con 147 ducados, á que asisten sobre 50 niños de ambos sexos; igl. parr. (San Pedro y San Félix), servida por un cura, cementerio y 4 fuentes de buenas aguas para el consumo del vecindario. Confina el térm. N. Cabarceno y Sobarzo; E. Liaño; S. Obregorí, y O. un brazo de mar que viene de Santander. El terreno es de buena calidad, participa de monte y llano; aquel cubierto de robles y otros arbustos que dan la suficiente leña para el consumo, y de viñedo y otras producciones iguales á las que se dan en el último: solo un arroyo que se forma de varias fuentes, cuyas aguas mueven en el invierno las máquinas de 5 molinos, fertiliza el terreno. Los caminos locales; recibe la correspondencia de Santander. prod.: chacolí de muy buena calidad, maiz, trigo, legumbres, hortaliza y algunas frutas; cria ganado de todas clases; caza de varios animales, y pesca de sordas y otros peces. ind. y comercio: los 5 molinos de que se ha hecho mérito, insuficientes para el abasto del pueblo por estar parados todo el verano; se estrae chacolí para la c. de Santander, su calidad es tan buena que ha llegado á confundirse con el vino de Burdeos. prod.: 44 vec., 200 alm. contr. con el ayunt.
(Madoz, 1847, p. 558)

## Patrimonio
Destaca del lugar la Finca de Rosequillo, que perteneció a Marcial Solana González-Camino e incluye dos bloques, uno de ellos del siglo XIII y otro del siglo XX, sede del Centro de Estudios de la Administración Regional de Cantabria (fue declarado bien de interés cultural en 1925). También se encuentra en esta localidad el puente de Solía, importante obra de ingeniería.  

## Símbolos
Los símbolos de la localidad de La Concha son los siguientes:  
- "Escudo cortado, el primero en campo de gules una venera de plata. El segundo en campo de azur, un puente de plata de tres arcos, sobre ondas de plata y azur. Al timbre la corona real de España".[2]
- "Bandera rectangular, cuya longitud es de una vez y media su altura. Está dividida en tres franjas horizontales de igual anchura, la superior de color rojo, la central blanca y la inferior azul. En el centro geométrico del paño, se sitúa el escudo, con una altura equivalente a la mitad de la altura del paño".[3]

## Personas notables
- Julián Escalante (1898-1979): fue un religioso que desempeñó el cargo de arcipreste de la Bien Aparecida.[4]